# کلمه سبز
کلمهٔ سبز روزنامه‌ای ایرانی به مدیریت و صاحب امتیازی میرحسین موسوی است. این روزنامه در ۱۲ اسفند ۱۳۸۷ از هیئت نظارت بر مطبوعات کسب مجوز کرد. رنگ سبز به‌عنوان نماد انتخاباتی ستاد موسوی معرفی شده‌است. نخستین شمارهٔ کلمهٔ سبز در روز دوشنبه ۲۸ اردیبهشت ۱۳۸۸ منتشر شد. این روزنامه دو روز پس از انتخابات ریاست‌جمهوری ایران در ۲۴ خرداد ۱۳۸۸، توقیف شد.

## شناسنامهٔکلمهٔ سبز
این روزنامه به دنبال رویدادهای پس از ۲۲ خرداد ۱۳۸۸، پس از چند روز محدودیت‌های شدید رسانه‌ای از جمله تغییر اخبار روزنامه‌ها در چاپخانه، توسط دادستانی تهران توقیف شد. عنوان آخرین شمارهٔ این روزنامه، پیام میرحسین موسوی به مردم ایران بود که گفته بود «تسلیم این صحنه‌آرایی خطرناک نخواهم شد». از این روزنامه تنها ۲۲ شماره منتشر گردید.
سید علی‌رضا بهشتی شیرازی سردبیر روزنامه شب اول تیر ماه، هنگام خروج از دفتر این روزنامه به همراه فرزندش سید صدرا بهشتی شیرازی بازداشت شد. او از همکاران قدیمی موسوی در دوران هشت سالهٔ نخست‌وزیری وی بود و افزون بر همکاری با موسوی در انتشار روزنامهٔ جمهوری اسلامی، مدیریت روابط عمومی نخست‌وزیری و سِمت مشاور نخست‌وزیر را نیز در سابقهٔ خود دارد.